# Jezioro meteorytowe

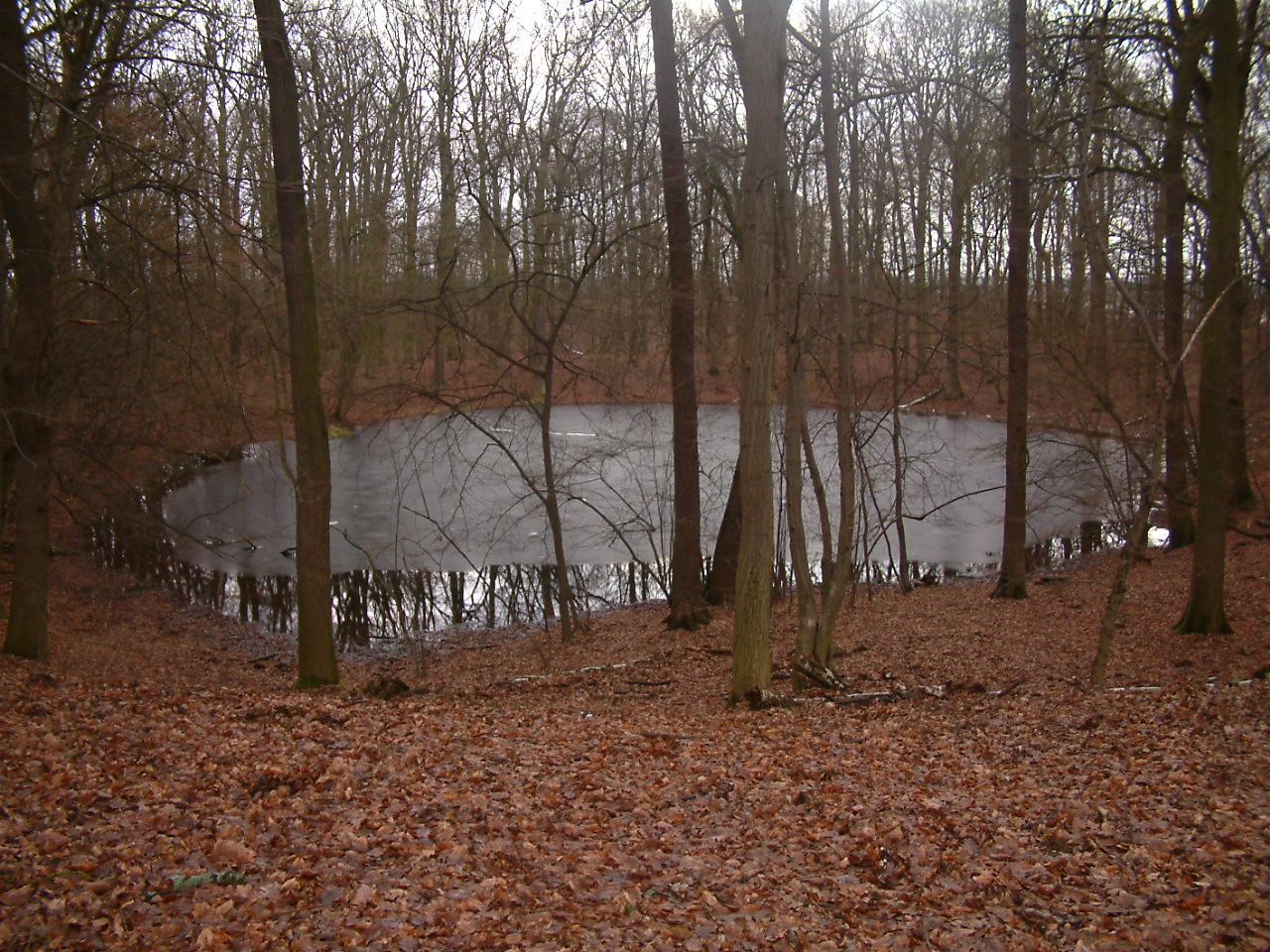
Jezioro w kraterze uderzeniowym na Morasku pod Poznaniem

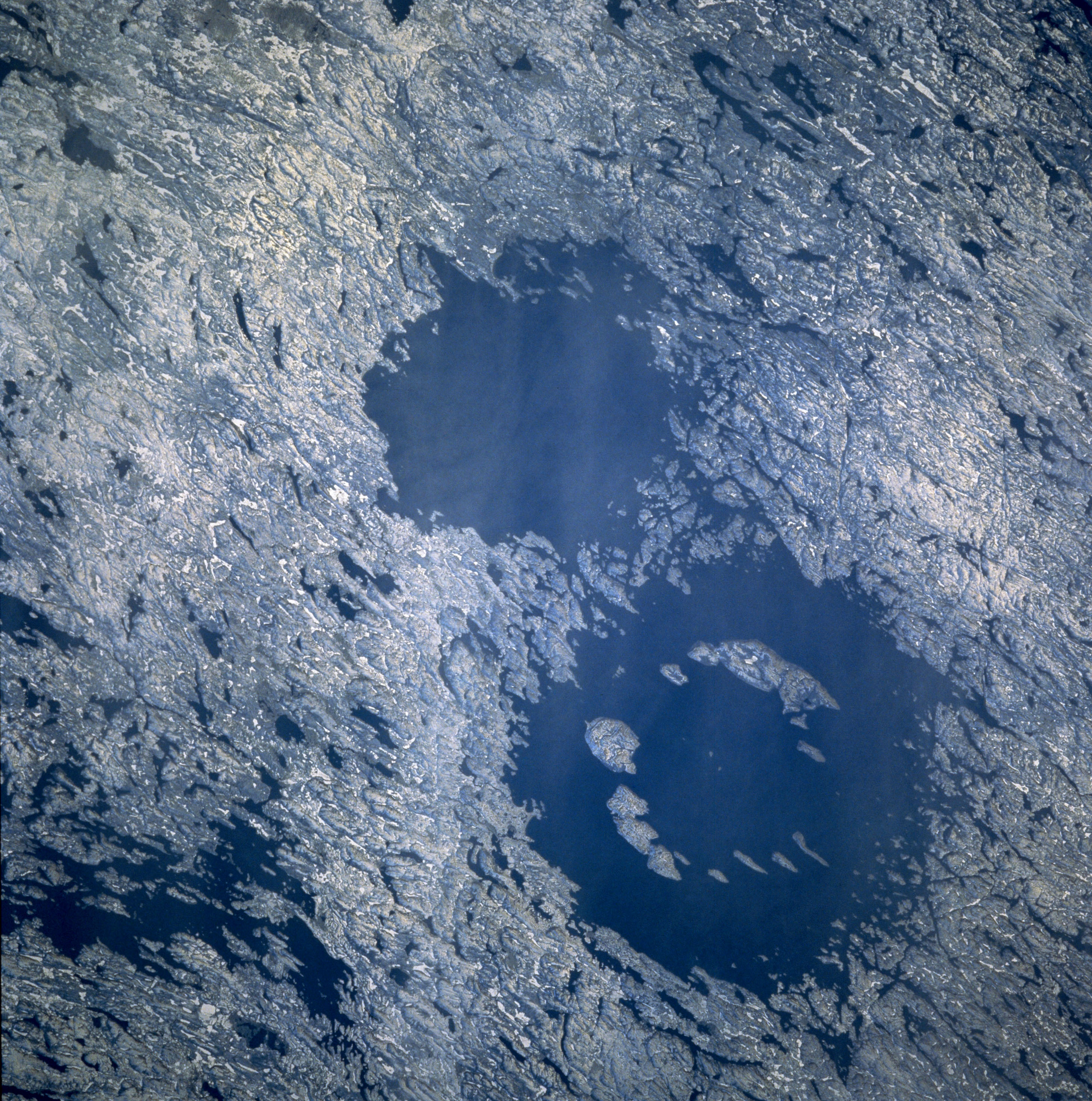
Kratery Lac à l’Eau Claire widziane z orbity okołoziemskiej

Jezioro meteorytowe – jezioro wypełniające zagłębienie krateru uderzeniowego powstałego po upadku meteoroidu, małej planetoidy lub komety.

## Znane jeziora meteorytowe
Dużymi jeziorami meteorytowymi na Ziemi są m.in.:
- Siljan w Szwecji[1], największe w Europie;
- Kara-kul w Tadżykistanie[2];
- Lac à l’Eau Claire (dwa sąsiednie kratery)[3][4], Manicouagan[5] i Wanapitei[6] w Kanadzie.

W Polsce jeziora tego typu występują na terenie rezerwatu przyrody „Meteoryt Morasko” w Poznaniu. Największe z nich znajduje się w misie krateru o średnicy około 60 metrów i 11 metrach głębokości. Na wyspie Sarema w Estonii znajduje się niewiele większe jezioro meteorytowe Kaalijärv w kraterze Kaali, którego powstanie zapisało się w pamięci ludów regionu, znajdując odzwierciedlenie w podaniach.